# Sturmozetes marginatus
Sturmozetes marginatus är en kvalsterart som först beskrevs av P. Balogh 1984.  Sturmozetes marginatus ingår i släktet Sturmozetes och familjen Microzetidae. Inga underarter finns listade i Catalogue of Life.